# Archives nationales du film (Tchéquie)
Les Archives nationales du film (en tchèque : Národní filmový archiv) est une institution du ministère de la Culture tchèque chargée de l'archivage, la collecte, la recherche et la promotion des œuvres audiovisuelles tchèques tant en Tchéquie qu'à l'étranger. L'institution, fondée en 1943, collabore activement avec différents festivals de cinéma, diffuseurs, écoles de cinéma et d'autres institutions culturelles.
Tout producteur de n'importe quelle œuvre audiovisuelle tchèque est tenu par la loi de proposer aux Archives nationales du film d'acheter deux copies intactes dans un délai de soixante jours après leur première présentation publique.